# La Vallée-de-l'Or
La Vallée-de-l’Or es un municipio regional de condado (MRC) de la provincia de Quebec en Canadá. Este MRC está ubicado en la región de Abitibi-Témiscamingue. La capital, y ciudad más poblada, es Val-d'Or.

## Geografía

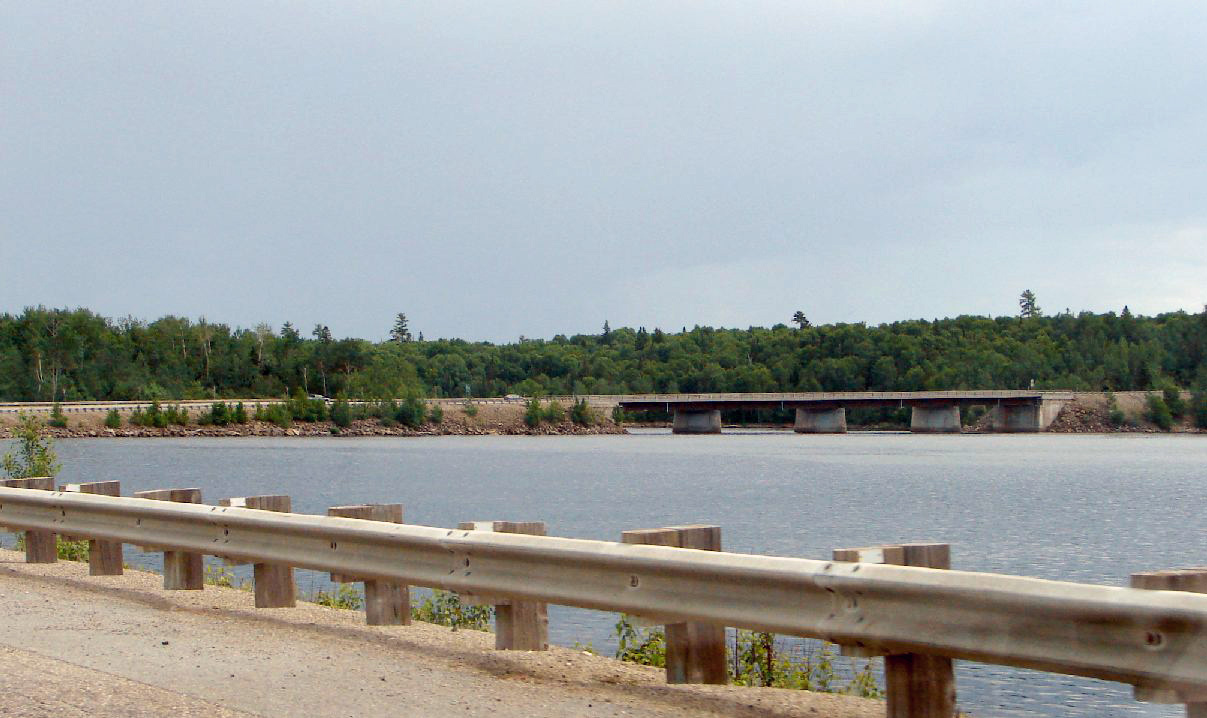
Réservoir-Dozois

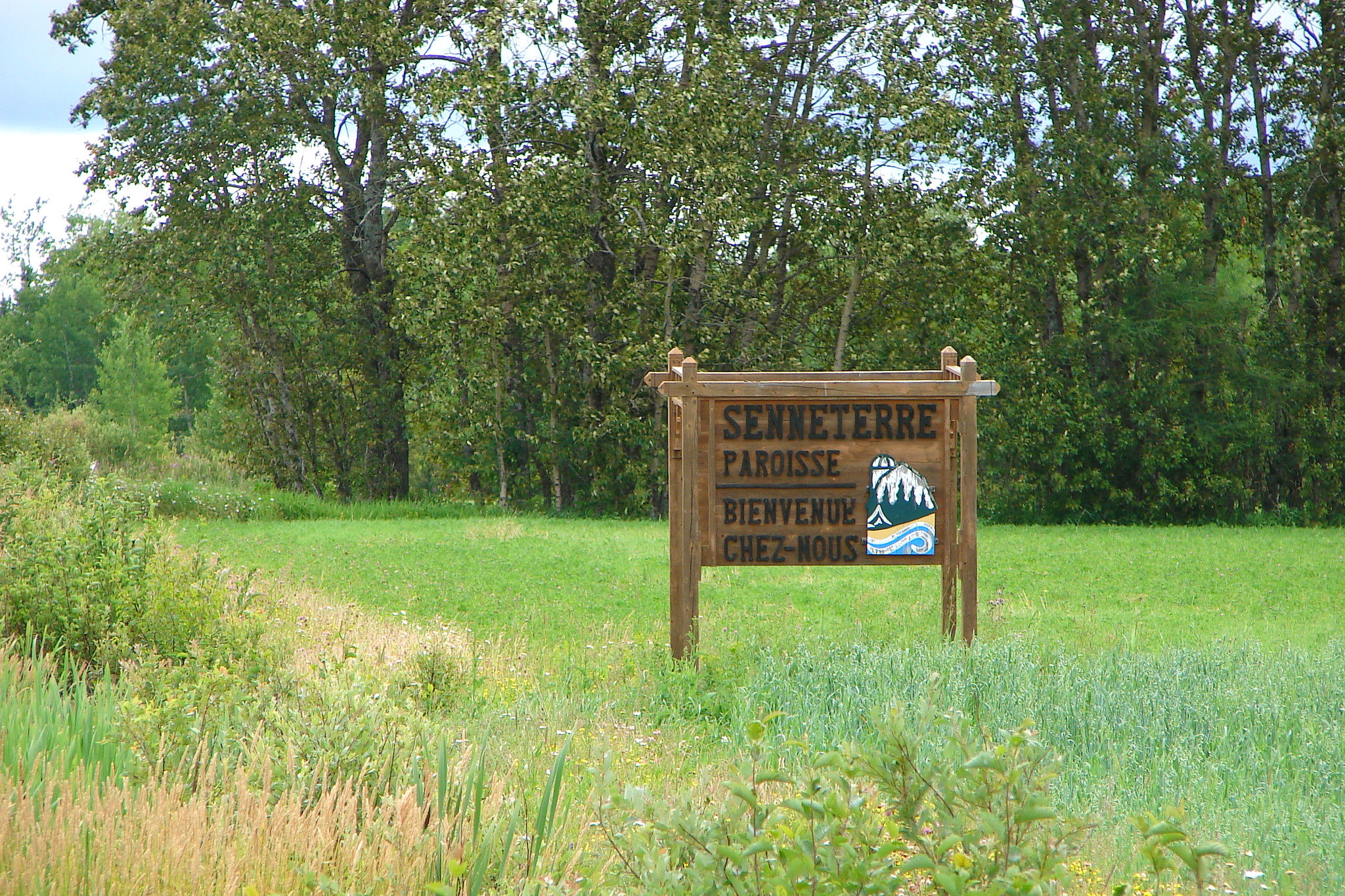
Parroquia de Senneterre

Los MRC y territorios equivalentes limítrofes son Jamésie en Nord-du-Québec al norte, La Tuque en Mauricie al este, de La Vallée-de-la-Gatineau en Outaouais, Rouyn-Noranda al oeste y Abitibi-Ouest al noroeste. El MRC está ubicado en tres regiones naturales que son la región argilosa de Abitibi donde vive la población, así como el macizo de Laurentides y la meseta del Rupert. El territorio incluye muchas entidades hidrográficas, como los ríos Bell, Mégiscane, Louvicourt, Capitachouane y Harricana; los lagos De Montigny, Parent y Matchi-Manitou; y los embalses Dozois y Cabonga.

## Historia

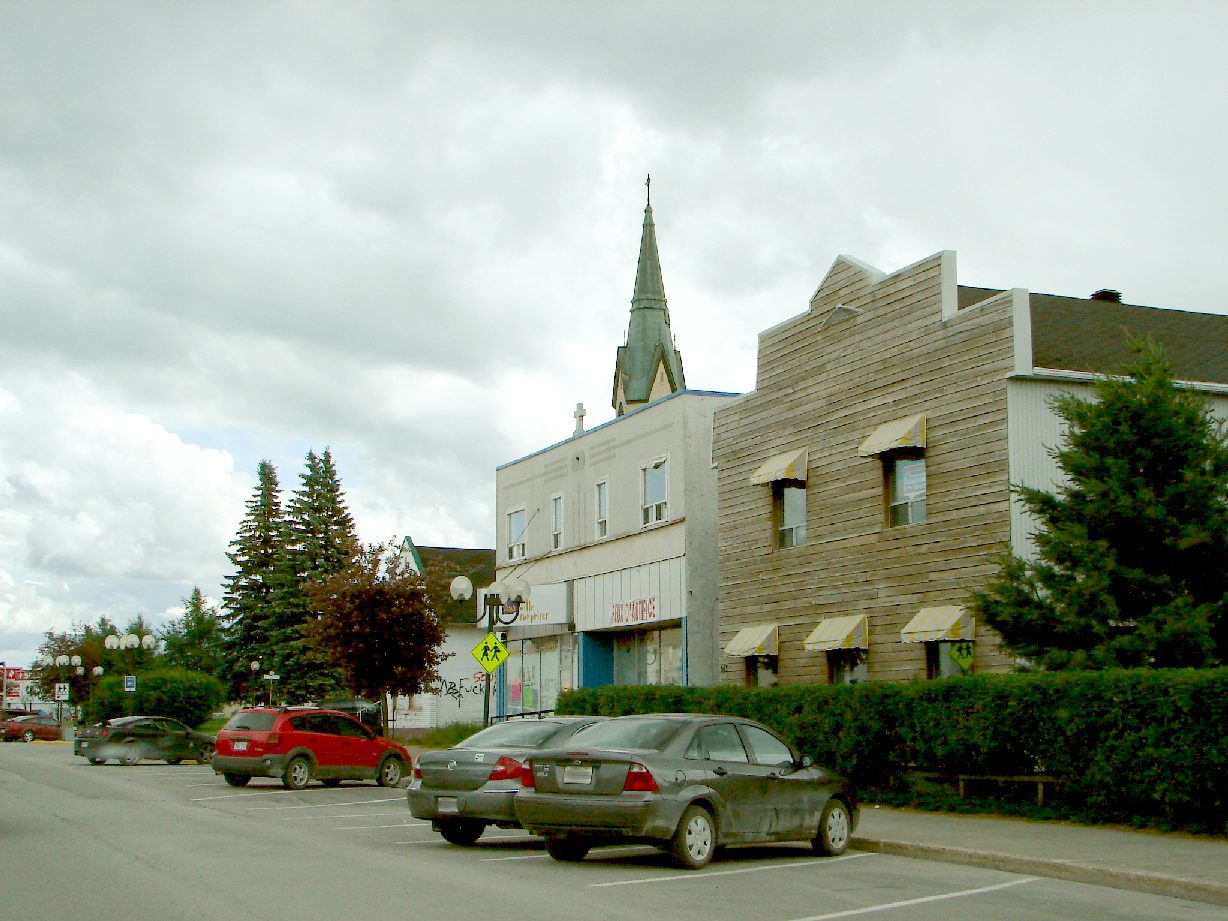
Malartic

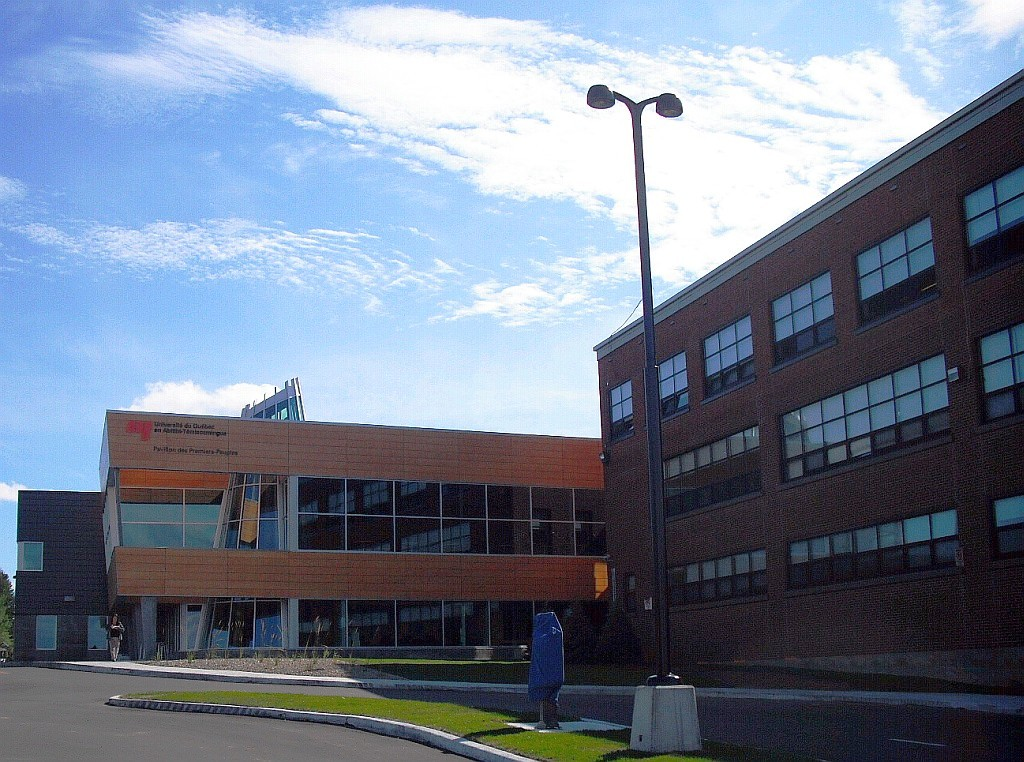
Pavillon des permières nations en Val-d'Or

El MRC fue creado en 1981 a partir del antiguo condado de Abitibi. El topónimo procede del nombre que los buscadores de oro han dado al valle del Harricana durante los años 1930.

## Política
El MRC hace parte de las circunscripciones electorales de Abitibi-Est a nivel provincial y de Nunavik-Eeyou a nivel federal.

## Población
Según el Censo de Canadá de 2011, había 42 896 personas residiendo en este MRC con una densidad de población de 0,1 hab./km². La población aumentó de 2,4 % entre 2006 y 2011. El número de inmuebles particulares ocupados por residentes habituales resultó de 18 372 a las cuales se suman aproximadamente 750 otros que son en gran parte segundas residencias.

## Economía
La economía regional es basada sobre les minas de oro, la industria forestal y construcción.

## Componentes
Hay seis municipios y cuatro territorios no organizados así como una reserva india en el territorio del MRC.
| Código | Nombre            | Tipo                     | Fecha de constitución | Área total (km²) | Área agua (km²) | Área tierra (km²) | Población 2013 | Densidad (hab./km²) |
| ------ | ----------------- | ------------------------ | --------------------- | ---------------- | --------------- | ----------------- | -------------- | ------------------- |
| 89008  | Val-d'Or          | Ciudad                   | 01.01.2002            | 3983,33          | 438,22          | 3545,08           | 32 846         | 9,3                 |
| 89010  | Rivière-Héva      | Municipio                | 01.01.1982            | 493,18           | 68,34           | 424,84            | 1558           | 3,7                 |
| 89015  | Malartic          | Ciudad                   | 28.04.1939            | 158,19           | 12,32           | 145,87            | 3342           | 22,9                |
| 89040  | Senneterre        | Ciudad                   | 13.06.1919            | 16 456,13        | 1711,21         | 14 745,42         | 3006           | 0,2                 |
| 89045  | Senneterre        | Parroquia                | 23.03.1923            | 629,89           | 63,65           | 566,24            | 1240           | 2,2                 |
| 89050  | Belcourt          | Municipio                | 24.10.1918            | 424,04           | 13,72           | 410,32            | 243            | 0,6                 |
| 89802  | Kitcisakik        | Asentamiento indio       | .                     | .                | .               | 0,58              | 339            | 584,5               |
| 89902  | Matchi-Manitou    | Territorio no organizado | 01.01.1986            | 164,58           | 12,80           | 151,78            | -              | …                   |
| 89908  | Lac-Metei         | Territorio no organizado | 01.01.1986            | 78,50            | 6,45            | 72,05             | -              | …                   |
| 89910  | Réservoir-Dozois  | Territorio no organizado | 01.01.1986            | 4691,29          | 861,36          | 3829,93           | 345            | 0,1                 |
| 89912  | Lac-Granet        | Territorio no organizado | 01.01.1986            | 273,16           | 60,29           | 212,87            | -              | ...                 |
| 890    | La Vallée-de-l’Or | MRC                      | 01.01.1983            | 27 357           | 314,0           | 24 109            | 42 919         | 1,8                 |